# Tío Domingo (manzana)
Tio Domingo es el nombre de una variedad cultivar de manzano (Malus domestica). Esta manzana está cultivada en diversos viveros entre ellos algunos dedicados a conservación de árboles frutales en peligro de desaparición. Esta manzana es originaria de la  Provincia de Salamanca en la Sierra de Francia donde tuvo su mejor época de cultivo comercial anteriormente a la década de 1960, y actualmente en menor medida aún se encuentra.
El tío Domingo, originario de San Martín Castañar, comenzó a injertar desde un primer manzano que encontró el la dehesa del mismo pueblo (San Martín), del que fueron luego diseminados por toda la zona. Esto ocurrió en torno a 1850. (Esto ha sido contado de boca en boca por los paisanos y familiares del tío Domingo).

## Sinónimos
- "Manzana Tio Domingo".[5][7][8]

## Historia
'Tío Domingo' es una variedad de la provincia de Salamanca en la comarca de la Sierra de Béjar. El cultivo del manzano en Salamanca en superficies importantes se remonta a principios del siglo XX sobre todo en la zona de Sierra de Béjar, La Alberca, y en Cepeda, con variedades como 'Melapio de Peñacaballera', 'Camuesa del Puerto de Béjar', 'Reineto Blanco', Reineto Rojo'. . .
'Tío Domingo' está considerada incluida en las variedades locales autóctonas muy antiguas, cuyo cultivo se centraba en comarcas muy definidas. Se caracterizaban por su buena adaptación a sus ecosistemas y podrían tener interés genético en virtud de su adaptación. Se encontraban diseminadas por todas las regiones fruteras españolas, aunque eran especialmente frecuentes en la España húmeda. Estas se podían clasificar en dos subgrupos: de mesa y de sidra (aunque algunas tenían aptitud mixta).
'Tío Domingo' es una variedad clasificada como de mesa, difundido su cultivo en el pasado por los viveros comerciales y cuyo cultivo en la actualidad se ha reducido a huertos familiares y jardines privados.

## Características
El manzano de la variedad 'Tío Domingo' tiene un vigor medio; florece a inicios de mayo; tubo del cáliz pequeño o medio, en embudo con tubo estrecho y corto, y con los estambres insertos bajos.
La variedad de manzana 'Tío Domingo' tiene un fruto de tamaño medio; forma tronco-cónica o cilíndrica, más alta que ancha, voluminosa hacia la zona inferior, a veces suavemente acostillada, y con contorno levemente irregular; piel algo brillante; con color de fondo amarillo verdoso, importancia del sobre color exento de chapa o muy levemente iniciada desde la cavidad del pedúnculo en finísimo estriado, acusa punteado abundante, blanquinoso y aisladamente alguno ruginoso, y una sensibilidad al "russeting" (pardeamiento áspero superficial que presentan algunas variedades) débil; pedúnculo de longitud media, semi-fino, ensanchado en su extremo, un poco curvado, leñoso, rojizo y lanoso, siendo la anchura de la cavidad peduncular relativamente amplia, y la profundidad de la cavidad pedúncular profunda, exenta de chapa o muy poco notable de rayado ruginoso, bordes con leve o marcado ondulado, y con importancia del "russeting" en cavidad peduncular muy débil; anchura de la cavidad calicina más bien estrecha, profundidad de la cav. calicina poco profunda pero formando pocillo, bordes ondulados, y con importancia del "russeting" en cavidad calicina ausente; ojo cerrado o entreabierto; sépalos compactos en su base o un poco separados, largos, erectos, divergiendo desde su mitad unos, y solamente volviendo inicialmente la punta otros, conserva los filamentos y anteras de color crema claro que asoman y entremezclan con los sépalos que son de color verde grisáceo.
Carne de color blanco-crema con fibras verde-amarillo; textura crujiente, jugosa; sabor característico de la variedad, acidulado; corazón alargado, raras veces enmarcado por las fibras; eje abierto; celdas alargadas y muy puntiagudas; semillas abundantes y de variada forma.
La manzana 'Tío Domingo' tiene una época de maduración y recolección extra tardía en el fin del otoño e inicios del invierno, se recolecta desde finales de noviembre hasta finales de diciembre. Se usa como manzana de mesa fresca.